# Mirach
Mirach (Beta d'Andròmeda / β Andromedae) és una estrella a la constel·lació d'Andròmeda. És una gegant vermella del tipus espectral M0, aproximadament a 200 anys llum de la Terra, amb una magnitud aparent de 2,07. Està classificada com a variable semiregular i el seu esclat varia de la magnitud +2,01 a +2,10.
Es troba (en termes de coordenades celestes) molt a prop de la galàxia coneguda com al Fantasma de Mirach.

## Localització
Localització de l'estrella es mostra en aquesta il·lustració de la constel·lació d'Andròmeda:

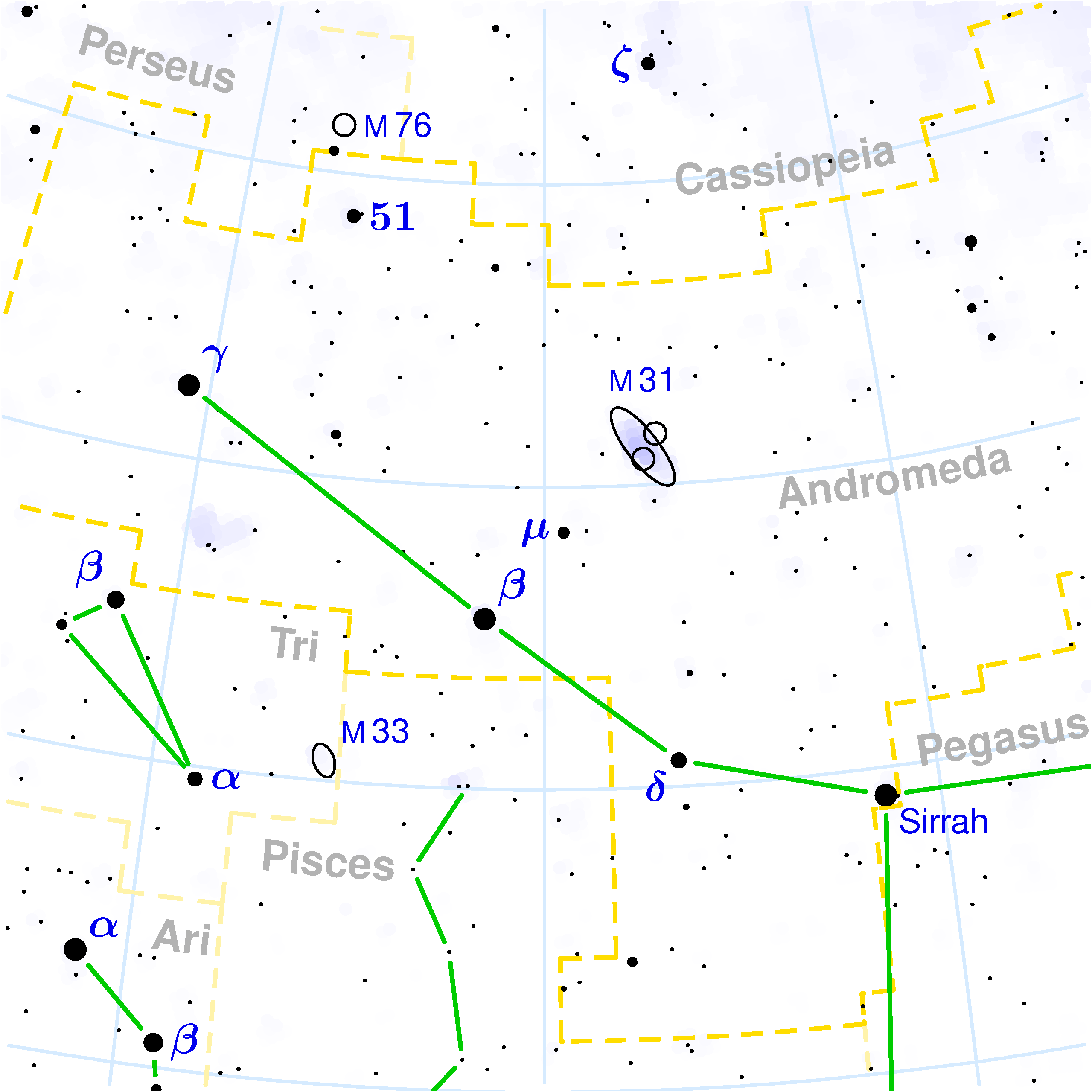
Constel·lació d'Andròmeda